# 印西市立平賀小学校
印西市立平賀小学校（いんざいしりつ ひらかしょうがっこう）は、千葉県印西市平賀にある公立小学校。

## 沿革
（この節の出典）
- 1990年（平成2年）
  - 4月1日 - 六合小学校より分離して、印旛村立平賀小学校として開校。開校時の児童数は73名。
  - 4月10日 - 開校式と第1回入学式挙行。最初の新入生は25名。
  - 6月4日 - 保護者会説立。
  - 7月1日 - 校章制定。
- 1991年（平成3年）
  - 3月20日 - 第1回卒業式挙行。最初の卒業生は16名。
  - 3月28日 - 屋内運動場竣工式挙行。
  - 3月31日 - 砂場及び遊具施設完成。
  - 5月11日 - PTA設立総会。
  - 7月17日 - プール竣工式。
- 1992年（平成4年）
  - 2月1日 - 灯油倉庫及び飼育小屋完成。
  - 3月19日 - 校歌（作詞:定形博史、作曲:後藤洋）完成披露式を挙行。
- 1993年（平成5年）
  - 4月17日 - 学童保育室完成。
  - 9月30日 - 校庭拡張工事完成。
- 1994年（平成6年）
  - 9月30日 - テニスコート・野球場竣工。
  - 10月29日 - 創立5周年記念式典挙行。
- 1995年（平成7年）
  - 3月13日 - 校庭照明施設竣工式挙行。
  - 4月1日 - 特別支援学級（えのき学級）開設。
- 1996年（平成8年）3月28日 - 学童保育所竣工式（敷地内）。
- 1997年（平成9年）
  - 2月14日 - 印旛特別支援学校との交流門完成。
  - 10月 - グランド緑化作業実施。
- 1998年（平成10年）5月16日 - 芝生グランド開放式典挙行。
- 2000年（平成12年）2月19日 - 創立10周年記念式典挙行。
- 2001年（平成13年）
  - 7月19日 - 井戸及び校庭散水設備完成。
  - 8月31日 - コンピュータ教室完成。
- 2007年（平成19年）9月1日 - 平賀小学校おやじの会発足。
- 2010年（平成22年）
  - 2月20日 - 創立20周年記念式典挙行。
  - 3月23日 - 印旛村の印西市への合併により、印西市立平賀小学校と改称。
- 2013年（平成25年）
  - 1月18日 - 防災倉庫を駐車場に設置。
  - 11月22日 - ポンプ小屋設置。
- 2014年（平成26年）
  - 8月8日 - 1階廊下床張替工事完了。
  - 8月29日 - ジャングルジム設置。
- 2016年（平成28年）
  - 2月15日 - 体育館つり天井撤去工事完了。
  - 3月18日 - 普通教室エアコン設置完了。
- 2018年（平成30年）1月22日 - トイレ洋式化工事完了。
- 2019年（令和元年）11月16日 - 創立30周年式典挙行。
- 2021年（令和3年）
  - 1月29日 - 防犯カメラ設置。
  - 2月12日 - 屋外体育用具倉庫設置。
  - 2月26日 - 体育館改修工事完了。

## 学区
（この節の出典）
- 平賀（全域）
- 平賀学園台1丁目（全域）
- 平賀学園台2丁目（全域）
- 平賀学園台3丁目（全域）

## アクセス
- 京成バス千葉イースト.京成バス千葉セントラル「学園台入口」バス停から、徒歩約5分。
  - 京成電鉄本線京成酒々井駅から、京成バス千葉イースト「学園台」行・京成バス千葉セントラル「印旛日本医大駅」行で、学園台入口バス停下車後徒歩。
  - 北総鉄道北総線・京成電鉄成田空港線（成田スカイアクセス線）印旛日本医大駅から、ちばグリーンバス「京成酒々井駅（西口）」行で、学園台前バス停下車後徒歩。